# Liberalna Demokracja Słowenii
Liberalna Demokracja Słowenii (słoweń. Liberalna demokracija Slovenije, LDS) – słoweńska liberalna i centrowa partia polityczna działająca od 1990.

## Historia
LDS powstała w 1990 na bazie socjalistycznej organizacji młodzieżowej oraz środowiska skupionego wokół socjologa i filozofa Slavoja Žižka. W 1994 została zasilona przez część działaczy Partii Demokratycznej. Od 1992 do 2004 (z kilkumiesięczną przerwą w 2000 w okresie centroprawicowego gabinetu Andreja Bajuka) liberałowie dominowali w słoweńskiej polityce jako główne ugrupowanie koalicji rządowych. Do LDS należeli kolejni premierzy – Janez Drnovšek (w latach 2002–2007 prezydent) i Anton Rop.
W 2004 partia zajęła drugie miejsce w wyborach parlamentarnych i utraciła władzę. Po tej porażce przeszła kilka kryzysów wewnętrznych, skutkujących odejściem w trakcie kadencji około połowy posłów. Część z nich utworzyła socjalliberalne ugrupowanie Zares, część (w tym Anton Rop) zasiliła Socjaldemokratów. W 2008 LDS uzyskała poparcie czterokrotnie mniejsze niż w poprzednich wyborach i utrzymała tylko 5 mandatów w Zgromadzeniu Państwowym, powróciła jednak do władzy w ramach nieformalnej lewicowej koalicji. W 2011 liberałowie nie przekroczyli progu wyborczego i znaleźli się poza parlamentem.

## Wyniki wyborcze
Wybory do Zgromadzenia Państwowego:
- 1990: 14,5% głosów, 12 mandatów
- 1992: 23,5% głosów, 22 mandaty
- 1996: 27,0% głosów, 25 mandatów
- 2000: 36,3% głosów, 34 mandaty
- 2004: 22,8% głosów, 23 mandaty
- 2008: 5,2% głosów, 5 mandatów
- 2011: 1,5% głosów, 0 mandatów

W wyborach do Parlamentu Europejskiego LDS w 2004 i 2009 uzyskiwała odpowiednio 2 i 1 mandat europosła. LDS dołączyła do Partii Europejskich Liberałów, Demokratów i Reformatorów.

## Przewodniczący
- 1990–1992: Jožef Školč
- 1992–2002: Janez Drnovšek
- 2002–2005: Anton Rop
- 2005–2007: Jelko Kacin
- 2007–2011: Katarina Kresal
- 2012–2013: Iztok Podbregar
- 2013–2017: Anton Anderlič
- 2017–2017: Anja Fabiani
- 2017–2018: Luj Šprohar
- od 2018: Anton Anderlič